# Ауліі Кравальйо
Ауліі Кравальйо (англ. Auliʻi Cravalho; нар. 22 листопада 2000) — американська акторка. Найбільш відома за головною роллю в мультфільмі Ваяна 2016 року від студії Walt Disney.

## Раннє життя
Кравальйо народилася у Когалі, Гаваї. Вона має китайське, гавайське, португальське, ірландське й пуерториканське коріння. Коли до неї прийшов її перший помітний успіх, Ауліі проживала в містечку Мілілані на Гаваях, зі своєю матір'ю Пуанані, і вчилася перший рік у старшій школі в приватному коледжі Kamehameha Schools' Kapālama.

## Кар'єра
Кравальйо заявила, що вона спочатку не збиралася йти на прослуховування на роль Ваяни, оскільки "на YouTube було завантажено вже і так багато чудових виконань від кандидатів". Однак, агент з пошуку талантів на Оаху знайшов її на благодійному конкурсі та запропонував все ж таки піти на прослуховування на цю роль. Компанія Walt Disney заявила, що Кравальйо була останньою людиною, яка прослуховувалася з сотні актрис. У лютому 2017 року, її обрали на роль у драматичному серіалі Rise від каналу NBC.

## Особисте життя
У квітні 2020 року Кравальйо здійснила камінг-аут як бісексуалка.

## Фільмографія

### Фільм
| Рік  | Назва                 | Роль           | Нотатки                      |
| ---- | --------------------- | -------------- | ---------------------------- |
| 2016 | Ваяна                 | Ваяна          | Озвучування                  |
| 2018 | Ральф-Руйнівник 2     | Ваяна          | Озвучування                  |
| 2020 | All Together Now      | Ембер Епплтон  |                              |
| 2022 | Crush                 | Ей Джей Кемпос |                              |
| 2022 | Darby and the Dead    | Капрі Донахью  |                              |
| 2023 | Одного разу на студії | Ваяна          | Короткометрівка, озвучування |
| 2024 | Круті дівчата         | Дженіс Ієн     |                              |
| 2024 | Ваяна 2               | Ваяна          | Озвучування                  |
| 2026 | Ваяна                 | Ваяна          |                              |

### Телебачення
| Рік         | Назва         | Роль                  | Нотатки                  |
| ----------- | ------------- | --------------------- | ------------------------ |
| 2018        | Rise          | Лілет                 | 10 епізодів              |
| 2023        | Сила          | Джос Клірі-Лопес      | 8 епізодів               |
| 2023 — 2024 | Хейлі в Ділі! | Гейлі Алохілані Бенкс | 30 епізодів, озвучування |

## Нагороди та номінації
| Рік  | Нагорода                                      | Категорія                                                               | Номінована робота | Результат | Ref          |
| ---- | --------------------------------------------- | ----------------------------------------------------------------------- | ----------------- | --------- | ------------ |
| 2016 | Енні                                          | Outstanding Achievement, Voice Acting in an Animated Feature Production | Ваяна             | Перемога  | [ a ] [ 17 ] |
| 2016 | Alliance of Women Film Journalists            | Best Animated Female                                                    | Ваяна             | Перемога  | [ b ] [ 18 ] |
| 2016 | Washington D.C. Area Film Critics Association | Best Voice Performance                                                  | Ваяна             | Номінація | [ 19 ]       |
| 2017 | Kids' Choice Awards                           | Favorite Frenemies (з Двейном Джонсоном)                                | Ваяна             | Номінація | [ 20 ]       |
| 2017 | Teen Choice Awards                            | Choice Movie: Fantasy Actress                                           | Ваяна             | Номінація | [ 21 ]       |
| 2017 | Teen Choice Awards                            | Choice Movie: Breakout Star                                             | Ваяна             | Перемога  | [ 22 ]       |

## Нотатки
1. ↑  Tied with Jason Bateman for Zootopia
2. ↑  Tied with Ginnifer Goodwin for Zootopia